# ایران اینترنشنال
ایران اینترنشنال (به انگلیسی: Iran International)، یک شبکهٔ تلویزیون ماهواره‌ای، کانال رادیویی و وب‌سایت خبری فارسی‌زبان مستقر در لندن است که بر پخش اخبار و برنامه‌های سیاسی و اجتماعی مربوط به ایران تمرکز دارد. این شبکه نخستین و تنها تلویزیون خبری ۲۴ ساعتهٔ فارسی‌زبان در خارج از ایران است. پخش برنامه‌های ایران اینترنشنال از ۲۹ اردیبهشت ۱۳۹۶ هم‌زمان با دوازدهمین انتخابات ریاست‌جمهوری ایران آغاز شد.
ایران اینترنشنال ادعا می‌کند علی‌رغم ارسال پارازیت ماهواره‌ای توسط حکومت ایران، ۲۰ میلیون مخاطب دارد. این شبکه بیشتر بر خبررسانی و برنامه‌های خبری متمرکز است، اما برنامه‌ها و مستندهایی با موضوعات علم، هنر، فناوری، ورزش، و فرهنگ نیز پخش می‌کند. برنامه‌های ۲۴ با فرداد فرحزاد، تیتر اول با نیوشا صارمی (قبلاً فرداد فرحزاد) و چشم‌انداز با مهدوی مهدوی آزاد (قبلاً چشم‌انداز با سیما ثابت) از جمله برنامه‌های خبری-تحلیلی و پنجره و هت‌تریک با مزدک میرزایی به ترتیب از جمله برنامه‌های فرهنگی-هنری و ورزشی آن هستند.
مالک شبکه، شرکت وُلَنت مدیا و صاحب‌امتیاز آن در بریتانیا شرکت گلوبال مدیا است. ایران اینترنشنال توسط شرکت دی‌ام‌ای مدیا راه‌اندازی شده و استخدام کارکنان و گرداندن امور روزانهٔ شبکه نیز توسط همین شرکت خدمات خبری انجام می‌شود. نحوهٔ تأمین بودجهٔ شبکه شفاف نیست. به نوشتهٔ روزنامه‌های گاردین و وال‌استریت جورنال، ایران اینترنشنال به صورت غیرمستقیم از سوی دربار عربستان سعودی تأمین مالی می‌شود. اما خود شبکه این ادعاها را تکذیب کرده و مدعی داشتن مالک خصوصی، استقلال تحریریه و عملکرد حرفه‌ای بر مبنای اصول و اخلاق روزنامه‌نگاری است. اما اعضای شبکه از جانب مدیریت شبکه بابت عضویت در اتحادیه‌های صنفی خبرنگاران در لندن تحت فشار قرار گرفته‌اند. حکومت ایران این شبکه را «معاند» و ساختهٔ دست عربستان سعودی، رقیب اصلی‌اش در منطقهٔ خاورمیانه می‌داند که با هدف تضعیف آن ایجاد شده، و به همین دلیل به روش‌های گوناگون بر کارکنان شبکه و خانواده‌های آنان فشار آورده است، مخصوصاً پس از پوشش گستردهٔ اعتراضات آبان ۱۳۹۸. این شبکه نیز متقابلاً از حکومت ایران به خاطر فرستادن پارازیت مداری به سوی ماهوارهٔ هات‌برد به آفکام شکایت کرد.

## محتوا و برنامه‌ها

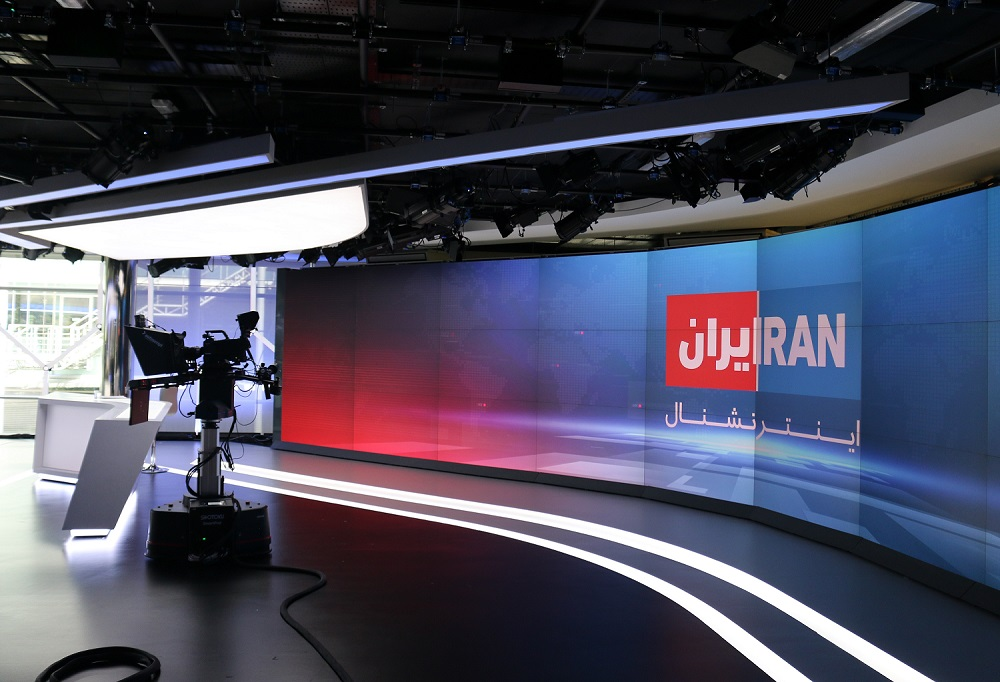
استودیوی خبر تلویزیون ایران اینترنشنال

ایران اینترنشنال در ۲۹ اردیبهشت ۱۳۹۶ مصادف با دوازدهمین انتخابات ریاست‌جمهوری ایران پخش برنامه‌هایش را به صورت زنده و به عنوان نخستین و تنها تلویزیون خبری ۲۴ ساعتهٔ فارسی‌زبان در خارج از کشور از یک استودیوی یک‌اتاقه آغاز کرد. این شبکه بیشتر بر خبررسانی و برنامه‌های خبری متمرکز است، اما برنامه‌ها و مستندهایی با موضوعات علم، هنر، فناوری، ورزش، و فرهنگ نیز پخش می‌کند. ۲۴ با فرداد فرحزاد، تیتر اول با نیوشا صارمی، و چشم‌انداز از جمله برنامه‌های خبری–تحلیلی این شبکه هستند.
ایران اینترنشنال از فناوریهای روز استفاده می‌کند و به معیارهای زیباشناختی توجه دارد. در مقایسه با شبکه‌های صدا و سیمای جمهوری اسلامی ایران، خوش آب و رنگ‌تر و مدرن‌تر به نظر می‌رسد. اتاق خبر آن خلوت و دکورش به رنگ «آبی متالیک براق» است. استودیوی شبکه پرزرق‌وبرق است و دوربین‌ها بر روی سه‌پایه‌های رباتیک یا ریل‌های هوایی حرکت می‌کنند.

### مخاطبان
| رسانه                    | تعداد | شروع |
| ------------------------ | ----- | ---- |
| بی‌بی‌سی فارسی             | ۱٫۴M  | ۲۰۰۷ |
| صدای آمریکا              | ۱M    | ۲۰۰۹ |
| دویچه وله                | ۸۱۷K  | ۲۰۰۷ |
| رادیو فردا               | ۶۶۲K  | ۲۰۰۹ |
| وزارت امور خارجهٔ آمریکا  | ۶۵۸K  | ۲۰۱۱ |
| ایران اینترنشنال         | ۲۹۷K  | ۲۰۱۶ |
| وزارت امور خارجهٔ اسرائیل | ۲۴۴K  | ۲۰۱۰ |

ایران اینترنشنال مدعی است، علی‌رغم پارازیت‌های ماهواره‌ای، بیست میلیون مخاطب دارد. مخاطبان اصلی شبکه، ساکنان ایران هستند، برنامه‌ها در سراسر جهان از طریق ماهواره‌ها و پخش زندهٔ اینترنتی در دسترس است. ارسال سیگنالها از چندین ماهواره با بسامد و زوایای متفاوت برای دور زدن پارازیت‌های ماهواره‌ای، پخش برنامه‌ها از طریق اینترنت و همکاری با سایفون برای عبور از فیلترینگ اینترنت در ایران، مشارکت در پروژهٔ توشه، و ایجاد ایستگاه‌های رادیویی از جمله اقدامات شبکهٔ ایران اینترنشنال برای رساندن محتوا به مخاطبانش در ایران است. از اردیبهشت ۱۳۹۸ تلویزیون یک بنا بر توافق‌نامهٔ دوجانبه متعهد شده است دست‌کم یک ساعت از برنامه‌های خبری تلویزیون ایران اینترنشنال را در سراسر افغانستان پخش کند. به تخمین ایران اینترنشنال، این همکاری تقریباً سه میلیون نفر به مخاطبان شبکه می‌افزاید.
طبق بررسی روزنامهٔ اعتماد، تعداد دنبال‌کنندگان ایران اینترنشنال در شبکهٔ اجتماعی توئیتر نسبت به سایر رسانه‌های مطرح غربی فارسی‌زبان کمتر است. اما ایران اینترنشنال مدعی است دنبال‌کنندگان آن در شبکه‌های اجتماعی بسیار پرشمارتر از شبکه‌های رقیب هستند. با این حال، رشد تعداد دنبال‌کنندگان آن قابل توجه است. طبق بررسی ابوالفضل حاجی‌زادگان، پژوهشگر اجتماعی، تعداد دنبال‌کنندگان حساب توئیتر ایران اینترنشنال ظرف یک سال — از پاییز ۱۳۹۷ تا پاییز ۱۳۹۸ — چهارده برابر شده است.

### پوشش‌های خبرساز
شبکهٔ ایران اینترنشنال در تابستان ۱۳۹۷ و ۱۳۹۹ به خاطر پوشش زنده و گستردهٔ گردهمایی سازمان مجاهدین خلق مورد انتقاد قرار گرفت. مهدی جامی، روزنامه‌نگار، از وجود اختلاف‌های درونی دربارهٔ نفس این پوشش خبری در شبکه خبر داد که در نتیجهٔ آن شبکه همکاری‌اش را با او قطع کرد. یکی از کارمندان شبکه این پوشش خبری را شاهدی بر اثرگذاری سرمایه‌گذاران بر محتوای برنامه‌های شبکه دانست.
ساعاتی پس از حملهٔ مسلحانه به رژهٔ نظامی در اهواز در ۳۱ شهریور ۱۳۹۷، شبکه با یعقوب حر التُستَری، سخنگوی جنبش مبارزهٔ عربی برای آزادی احواز که مسئولیت حمله را بر عهده گرفته بود، مصاحبه کرد. این اقدام از سوی سفارت ایران در بریتانیا به آفکام، نهاد ناظر بر رسانه‌های تصویری در بریتانیا، گزارش شد. فردای آن روز کاردار بریتانیا در تهران بابت این مصاحبهٔ تلویزیونی احضار شد. علی‌اصغر رمضان‌پور، سردبیر خبر تلویزیون، مصاحبه را بر اساس قواعد حرفه‌ای دانست و شکایت ایران از این شبکه را تلاش برای فشار بر شبکه و سانسور آن خواند که در پی افزایش بینندگانش صورت گرفته است. آفکام اعلام کرد که این مصاحبه از قوانین تخطی نکرده است. دست‌کم یک روزنامه‌نگار پس از حملهٔ اهواز شبکه را ترک کرد.
شبکهٔ ایران اینترنشنال به خاطر حمایت مالی از جشنوارهٔ تیرگان ۱۳۹۸ در تورنتو و پوشش مراسم آن از سوی برخی همچون آرزو خدیر، پزشک خانواده در مونترآل، به باهنرشویی متهم شد. به نوشته هاآرتس، موساد از ایران اینترنشنال به عنوان پایگاهی برای درز دادن اطلاعاتی استفاده می‌کند که نمی‌خواهد اثر انگشتش رویشان باشد.
پوشش گستردهٔ شبکه از اعتراضات آبان ۱۳۹۸ ایران، خشم مقامات ایرانی را برانگیخت. قوهٔ قضائیهٔ ایران در رویکردی جدید رسماً از وضع «محدودیت‌های قضایی و حقوقی» بر کارکنان شبکه خبر داد. پیشتر قوهٔ قضائیه ممنوع‌المعامله شدن کارکنان بی‌بی‌سی فارسی را نه تأیید و نه تکذیب می‌کرد. وزارت اطلاعات ایران شبکه را به بزرگنمایی بحران، دادن دستور آتش‌افروزی به معترضان خیابانی، و تحریک مخاطبان به اغتشاش متهم کرد. حمید بعیدی‌نژاد، سفیر ایران در لندن، از شکایت از سه شبکهٔ تلویزیونی لندنی از جمله ایران اینترنشنال به آفکام خبر داد. شبکه نیز متقابلاً از ایران به خاطر ارسال پارازیت مداری به سمت ماهوارهٔ هات‌برد به آفکام شکایت کرد. چهار دی ۱۳۹۸، منوچهر فرامرزی به اتهام ارتباط با شبکهٔ ایران اینترنشنال در ماهشهر دستگیر شد. مجید محمدی، جامعه‌شناس، پوشش ایران اینترنشنال از وقایع آبان را نسبت به سایر شبکه‌های تلویزیونی و رادیویی فارسی‌زبان خارج ایران «موفق‌تر» دانست و نشانه رفتن «بیشترین حملات» به سمت این شبکه را شاهدی بر این مدعا ذکر کرد. صادق صبا عملکرد شبکه در پوشش این وقایع را «بسیار موفق» خواند و شبکه را «قربانی موفقیتش» دانست.

### بخش ورزشی
ایران اینترنشنال ورزشی از بخش‌های ایران اینترنشنال است که پوشش داخلی و خارجی ورزش را برای پخش تلویزیونی و آنلاین فراهم می‌کند. ایران اینترنشنال حق پخش چندین رویداد ورزشی را به صورت زنده از تلویزیون داراست. در کنار آن برنامه‌های تحلیلی مانند هت‌تریک با مزدک میرزایی و چند چند نیز پخش می‌شود. به نوشتهٔ عرب نیوز، ایران اینترنشنال در زمینهٔ ورزش برای مخاطبان جوانش قوی عمل کرده است و رویدادها و خبرهایی را پوشش می‌دهد که شبکه‌های ایرانی معمولاً پوشش نمی‌دهند. برای نمونه، در فروردین ۱۳۹۸، مسابقهٔ بوکس صدف خادم با حریف فرانسوی‌اش که اولین مبارزهٔ رسمی بین‌المللی یک بوکسور حرفه‌ای زن ایرانی بود، از شبکه به صورت زنده پخش شد. مهاجرت مزدک میرزایی، گزارشگر ورزشی باسابقهٔ صدا و سیما، از ایران و پیوستنش به شبکه در تابستان ۱۳۹۸ واکنش‌های فراوانی در شبکه‌های اجتماعی و رسانه‌ها برانگیخت.

## مالکیت و سرمایه‌گذاری
مالک شبکهٔ ایران اینترنشنال شرکت ولنت مدیا و صاحب‌امتیاز آن در بریتانیا شرکت گلوبال مدیا است. در ابتدا فهد ابراهیم الدغیثر، رئیس سابق هیئت مدیره زین عربستان سعودی که سومین ارائه‌دهنده بزرگ خدمات مخابراتی در عربستان است ۷۵٪ از سهام ولنت مدیا را در تملک خود داشت. عادل عبدالکریم، اهل عربستان و شهروند بریتانیا، در سال ۲۰۱۸ سهام الدغیثر را در اختیار گرفت و مالک هر دوی آنها شد. عادل عبدالکریم سابقهٔ همکاری طولانی با غول‌های رسانه‌ای عربستان چون عبدالرحمن راشد، عضو هیئت مدیرهٔ گروه سعودی پژوهش و بازاریابی و مدیر کل پیشین شبکهٔ العربیه و سردبیر پیشین روزنامهٔ الشرق الاوسط را دارد. اسوسیتد پرس در فوریه ۲۰۲۳ گزارش کرد اکثریت سهام ولنت مدیا اکنون دیگر در اختیار یک شهروند عربستان سعودی نیست. اما در سپتامبر ۲۰۲۳، نشنال این شبکه را در مالکیت خصوصی افرادی از جمله یک شهروند بریتانیایی-عربستانی خواند.
بر اظهارات فردی که پیشتر برای محمد بن سلمان کار می‌کرده است، بودجهٔ ۲۵۰ میلیون دلاری شبکه توسط دربار عربستان سعودی و از طریق شرکتی فراساحلی در جزایر کیمن تأمین می‌شود. این منبع ناشناس به چارچوب زمانی اشاره نکرده است اما به نوشتهٔ گاردین با احتساب اجارهٔ دفتر و حقوق کارمندان، این بودجه برای ۵ سال کافی است. ترازنامهٔ مالی ولنت مدیا حاکی از ضرر ۲۶ میلیون پوندی شرکت در سال ۲۰۱۷ است. به نوشتهٔ اکونومیست، سرمایه‌گذاران این شبکه تبعهٔ عربستان سعودی هستند. وال‌استریت جورنال نوشت افراد مرتبط با دربار سعودی برای رقابت با نفوذ ایران در منطقه سرمایهٔ تلویزیون را تأمین و آن را راه‌اندازی کرده‌اند. صادق صبا تأیید کرد که بودجهٔ شبکه توسط یک شهروند بریتانیایی-سعودی تأمین می‌شود. منبعی ناشناس به گاردین گفته است که سعود القحطانی، تزار اطلاعاتی ولیعهد سعودی و یکی از دو مقام ارشدی که پس از ماجرای قتل جمال خاشقجی از سمتش برکنار شد، در تأمین سرمایه و بودجهٔ شبکه دخیل بوده است. او گفته است: «می‌توانید تصویر بزرگتری داشته باشید از اینکه چطور این بچه‌ها [غول‌های رسانه‌ای عربستان] با آن پول هنگفتی که [توسط محمد بن سلمان] ریخت‌وپاش می‌شود، سعی می‌کنند با خریدن رسانه‌ها، دنیا را تغییر دهند… با پولی که از دربار می‌آید». شبکهٔ ایران اینترنشنال مکرراً ارتباط با دولت‌ها را تکذیب کرده است: «مالک ایران اینترنشنال شرکت بریتانیایی وُلنت مدیا است، شرکتی خصوصی و با مسئولیت محدود که دفتر آن در لندن است و سهامدارانش اشخاص حقیقی و مستقلند. این شرکت هیچ‌گونه ارتباطی با محمد بن سلمان یا دولت عربستان سعودی (یا هر دولت دیگری، از جمله دولت ایران) ندارد… دی‌ام‌اِی مدیا همچنین هرگونه تلاش جهت مخفی‌سازی هویت مالک ایران اینترنشنال را تکذیب می‌کند».

### خط مشی و استقلال تحریریه
شبکهٔ ایران اینترنشنال تبلیغات پخش نمی‌کند و نحوهٔ تأمین بودجهٔ آن شفاف نیست. همین امر باعث شده نسبت به استقلال تحریریهٔ شبکه اظهار تردید شود. راب بینون، مدیر موقت شبکه، بر استقلال تحریریه و حرفه‌ای بودن شبکه تأکید کرد. شبکه از سعید کمالی دهقان، روزنامه‌نگار گاردین که گزارش‌های افشاگرانه‌ای در این باره نوشته بود، برای شرکت در یک مناظرهٔ تلویزیونی دعوت کرد و گفت «محتوا و پوشش خبری این شبکه را معیارهای حرفه‌ای مندرج در منشور روزنامه‌نگاری ایران اینترنشنال» از جمله بی‌طرفی و بی‌نظری تعیین می‌کند. کمالی دهقان پس از انتشار توئیت‌هایی که در آن‌ها ادعا شده بود جمال خاشقجی به خاطر صحبت با او و درز اطلاعات دربارهٔ شبکهٔ ایران اینترنشنال به قتل رسیده، توسط گاردین از گزارش دربارهٔ ایران کنار گذاشته شد. با این همه، گاردین مدارک به بیرون درز کرده‌ای را دیده است که نشان می‌دهد نبیل الخطیب، سرپرست شبکه یا نمایندهٔ سرمایه‌گذاران، دربارهٔ پوشش خبری شبکه راجع به حقوق بشر در عربستان سعودی از کارکنان سؤال‌هایی پرسیده و به آن‌ها اطلاعاتی ارائه داده است. او همچنین گزارش‌هایی خبری راجع به ایران و عربستان را برای پوشش دادن پیشنهاد کرده است. ادعا شده که از ملیت فلسطینی نبیل الخطیب برای سرپوش گذاشتن بر منابع مالی عربستانی شبکه استفاده شده است. هرچند الخطیب منکر این موضوع شده، می‌گوید مشاوری مستقل است که به شرکت‌های پخش برنامه در سرتاسر جهان مشاوره می‌دهد. الخطیب بعداً ابتدا به سمت مدیر کل العربیه و سپس مدیرکل تلویزیون الشرق، پروژهٔ مشترک گروه سعودی پژوهش و بازاریابی و بلومبرگ، منصوب شد.
به گفتهٔ اسکندر صادقی بروجردی، پژوهشگر پسادکتری در زمینهٔ تاریخ مدرن ایران در دانشگاه آکسفورد، «به نظر می‌رسد که شبکهٔ ایران اینترنشنال جزء ضروری برنامهٔ شاهزاده بن سلمان در اتخاذ رویکردی خصومت‌ورزانه علیه ایران است. شکی نیست که دولت ترامپ، شاهزاده را در اقداماتش تشجیع کرده است». برخی کارمندان شبکه به وال‌استریت جورنال گفته‌اند مدیریت شبکه مشی طرفداری از عربستان سعودی و ضدیت با ایران را تحمیل می‌کند. به گفتهٔ نگار مرتضوی، از کارمندان پیشین شبکه، «عربستان سعودی به صورت نظام‌مند و بسیار مجدانه در راستایی جدید در فضای رسانه‌ای تلاش می‌کند، چون دنبال نفوذ و اعتبار است و حاضر است پول زیادی هم بابتش بپردازد». به گفتهٔ یکی از کارکنان شبکه «تلویزیون ایران اینترنشنال به سکویی برای دامن زدن به تعصبات قومی و فرقه‌گرایی مبدل شده است».
پرس تی‌وی، شبکهٔ انگلیسی‌زبان صداوسیما، دستور کار و هدف از تأسیس ایران اینترنشنال را پروپاگاندا ضد ایران، تحریک ایرانیان علیه نظام اسلامی، و هموار کردن مسیر براندازی و تغییر نظام می‌داند و این شبکه را «سخنگوی تروریست‌های ضدایرانی» خوانده است. ایران اینترنشنال نسبت به برداشت‌ها راجع به مخالفتش با حکومت ایران حساس است و می‌گوید که با حکومت ایران خصومتی ندارد. به گفتهٔ کریستینا میلمن، از اعضای دی‌ام‌اِی مدیا، شبکه مایل نیست نقش رسانهٔ اپوزیسیون را ایفا کند. هرچند به نوشتهٔ کوروش ضیابری، خبرنگار فیر آبزرور، شبکه مرتباً مهمانانی را روی آنتن می‌برد که شدیداً منتقد جمهوری اسلامی هستند و از اینکه خود را سازمان رسانه‌ای اپوزیسیون نشان دهد ابا نمی‌کند. روح‌الله فقیهی، روزنامه‌نگار، نیز شبکه را سکویی برای مخالفان ایران دانسته است. دربارهٔ گرایش‌های سیاسی شبکه نظرهای متفاوتی ابراز شده است. عبدی کلانتری، جامعه‌شناس، ایران اینترنشنال را به «رژیم‌چنجی‌های سلطنت‌طلب» نزدیک‌تر دانسته، ولی روزنامهٔ کیهان لندن نوشته است که «گروهی از اصلاح‌طلبان خارج کشور» از جمله علی‌اصغر رمضانپور، از مقامات وزارت ارشاد دولت خاتمی، در تحریریهٔ آن فعالند.
نظرها دربارهٔ موفقیت شبکه یا عدم موفقیت آن، متفاوت است. صادق صبا، از خبرنگاران ارشد شبکه، علت موفقیت شبکه در جلب مخاطب را سیاست‌زدگی جامعهٔ ایران و تشنگی مردم برای دسترسی به اخبار سانسورنشده و اطلاع از مواضع اپوزیسیون دانست که شبکه توانسته این خلأ را پر کند. آرش عزیزی، روزنامه‌نگار ایندیپندنت فارسی، این شبکه را «سی‌ان‌ان ایرانی» خواند. به نوشتهٔ آرمین روزن، روزنامه‌نگار آمریکایی، شبکه خودش را در قامت «بی‌بی‌سی در تبعید ایرانی» می‌بیند. از آن طرف، علی دهباشی، سردبیر مجلهٔ بخارا، شبکه را در «اوج ابتذال» می‌بیند و آن را برای جوانان ایرانی «سم» می‌پندارد. او ضعف عملکرد صدا و سیمای ایران را علت افزایش گرایش به تماشای شبکه‌های ماهواره‌ای می‌داند. حسین جلوه، روزنامه‌نگار، به خاطر «صعود سریع و ناخوشایند شبکه به قله‌های بدنامی» آن را جدی نمی‌گیرد.
در پی توافق ایران و عربستان سعودی برای برقراری مجدد روابط در اسفند ۱۴۰۱، وال استریت ژورنال گزارش کرد عربستان سعودی پذیرفته پوشش انتقادی ایران در این شبکه که توسط اهالی کسب‌وکار عربستانی تأمین مالی می‌شود، تعدیل شود. ایران اینترنشنال در پاسخ خود را رسانه‌ای مستقل خوانده که دستورالعمل‌های تحریریه‌ای‌اش هیچگاه تابع روابط ایران و عربستان سعودی نبوده است.

## کارکنان
ستاد شبکه در پارک اداری چیزیک در غرب لندن واقع است و چند دفتر در نقاط مختلف جهان دارد، اما در ایران دفتر ندارد و وبگاه آن نیز در این کشور فیلتر است. به گفتهٔ صادق صبا، شبکه به داشتن دفتر و خبرنگار در ایران مایل است، اما مقامات ایران این اجازه را به آنها نمی‌دهند. شبکه برای پوشش رویدادهای ایران از کمک شهروندخبرنگارها استفاده می‌کند که روزانه چند ده ویدئو کلیپ برایش می‌فرستند.
شبکه توسط دی‌ام‌ای مدیا راه‌اندازی شد. استخدام کارکنان و گرداندن امور روزانهٔ شبکه نیز توسط همین شرکت خدمات خبری انجام می‌شود که در راه‌اندازی بی‌بی‌سی فارسی نیز دخیل بود. در ابتدا راب بینون، مدیرعامل دی‌ام‌ای مدیا، به صورت موقت مدیریت شبکهٔ ایران اینترنشنال را هم بر عهده داشت. از دی ۱۳۹۷ محمود عنایت مدیریت شبکه را بر عهده دارد. علی‌اصغر رمضانپور سردبیر و حسین رسام مدیر تأمین برنامه‌های شبکه است. شبکه تقریباً ۲۰۰ نفر از جمله ۱۴۰ روزنامه‌نگار را در استخدام دارد. برخی از چهره‌ها و کارمندان پیشین شبکه‌های من و تو، بی‌بی‌سی فارسی، صدای آمریکا، و صدا و سیمای ایران توسط شبکه جذب شده‌اند. ایران اینترنشنال شمار زیادی از ایرانیان مقیم خارج، از جمله فعالان حقوق بشر را استخدام کرده است و بنا بر گفتهٔ یکی از کارکنان، حقوق آنان دو برابر مبلغی است که شبکه‌های رقیب (من و تو و بی‌بی‌سی) حاضرند بپردازند. بسیاری از کارکنان شبکه تا همین دههٔ اخیر در ایران بوده‌اند.
در فوریه سال ۲۰۲۳، این شبکه اعلام کرد به دلیل تهدیداتی که به گفته پلیس لندن ایمنی کارکنانش را تهدید می‌کند، پخش برنامه‌های خود را به واشینگتن منتقل می‌کند. در سپتامبر ۲۰۲۳، این شبکه پخش برنامه‌های خود از لندن را در یک استودیوی با امنیت بالا دارای موانع فولادی و نگهبانان مسلح در غرب این شهر از سر گرفت.

### فشار حکومت ایران

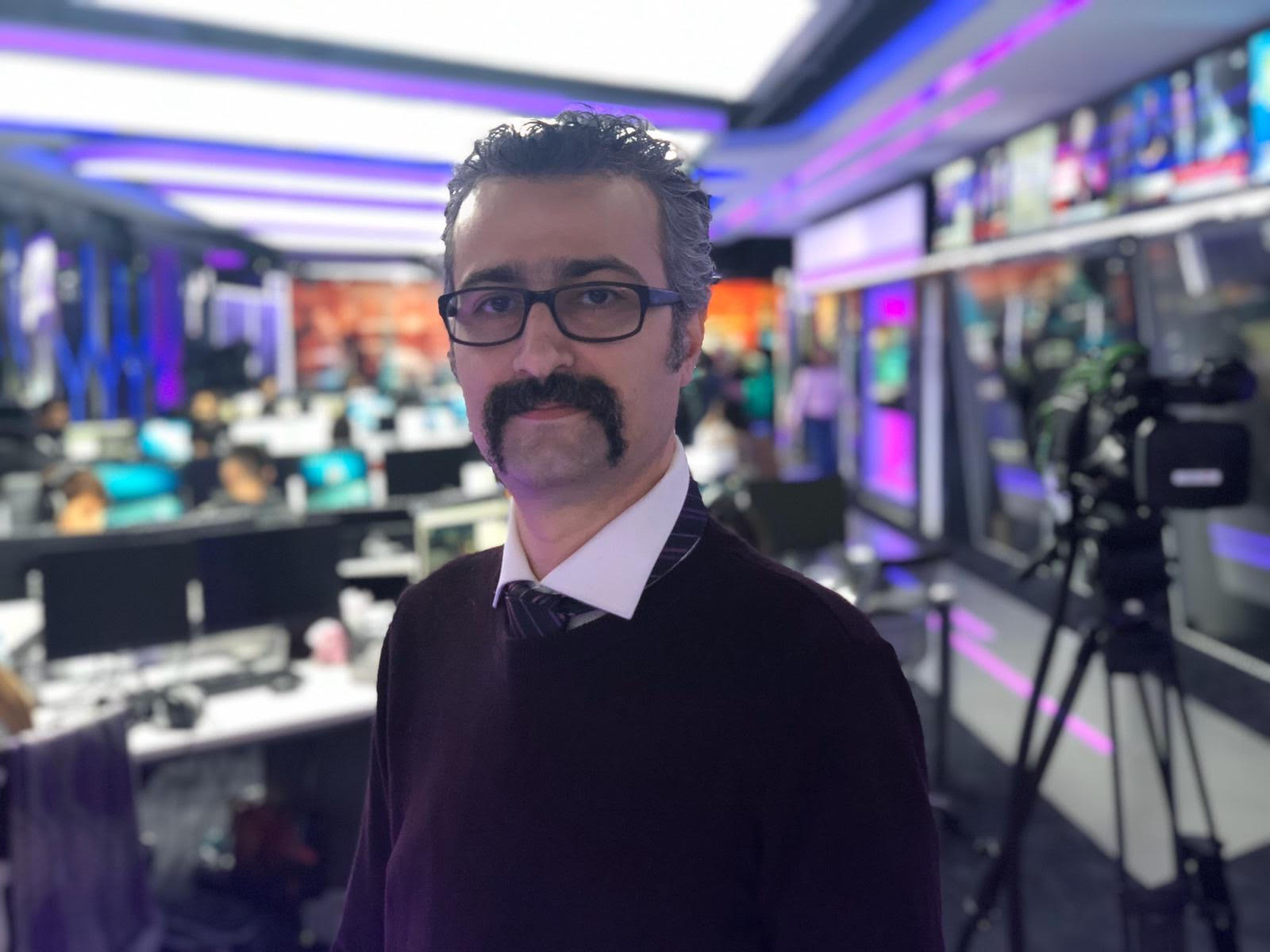
مجتبی پورمحسن از کارکنان شبکه که خانواده‌اش در ایران تحت فشار حکومت قرار گرفتند.

کارکنان شبکه و خانواده‌هایشان در ایران از سوی نیروهای امنیتی و قضایی ایران تحت فشار، آزار، تهدید، و ارعاب قرار دارند و از آن‌ها خواسته می‌شود که کارشان را رها کنند و به ایران برگردند. اعضای خانواده‌شان در ایران بازجویی می‌شوند و گذرنامه‌هایشان ضبط می‌شود تا نتوانند از کشور خارج شوند. پنج آذر ۱۳۹۸ در پی اعتراضات آبان، قوهٔ قضائیهٔ ایران برخی از اعضای شبکه را ممنوع‌المعامله کرد. چهار روز بعد وزارت اطلاعات ایران در بیانیه‌ای از شناسایی و دستگیری افرادی که اقدام به ارسال اطلاعات به شبکهٔ ایران اینترنشنال می‌کردند خبر داد و «اقدامات این شبکه و کارکنان آن را مصداق همکاری با دشمنان جمهوری اسلامی ایران در اقدامات تروریستی دانست» و وعدهٔ «تعقیب بین‌الملل» آنان را داد. ایران تهدید کرده است که در صورت عدم استعفا، کارکنان شبکه را در خاک بریتانیا خواهد ربود و به ایران باز خواهد گرداند. مجتبی پورمحسن از جمله کسانی بوده است که اعضای خانواده‌اش از جمله پدر ۷۵ ساله و خواهر مامایش تحت فشار قرار گرفته و احضار شده‌اند. برادر یکی از مجریان شبکه دستگیر شده و والدینش پنج‌بار در عرض یک ماه بازجویی شده‌اند. یکی از گزارشگران شبکه در یک بازهٔ ۱۰ روزه بیش از ۳۰۰ تماس از شماره‌های ناشناس و بیشتر در شب دریافت کرده است. آزاده شفیعی، پویا عزیزی، و ساناز قاضی‌زاده نیز از جمله دست‌کم بیست نفری از اعضای شبکه هستند که به نحوی مورد فشار قرار گرفته‌اند. در نتیجهٔ این تهدیدها شبکه ملاحظات امنیتی‌اش را ارتقا داده و با اسکاتلندیارد و پلیس ضدتروریسم بریتانیا هماهنگ شده است. همچنین نیروهای امنیتی با لباس شخصی برای مراقبت از دفتر تلویزیون گماشته شده‌اند و امکان دسترسی به روان‌شناس برای کسانی که مورد تهدید قرار گرفته‌اند فراهم شده است. شبکه به کارکنانش نیز توصیه کرده به ایران یا کشورهایی که ایران در آن‌ها نفوذ قابل توجه دارد، مانند عراق یا سوریه، سفر نکنند.
هکرهایی که گمان می‌رود برای سپاه پاسداران کار می‌کنند، نسخه‌هایی بدلی از حساب‌های کاربری ایران اینترنشنال را در شبکه‌های اجتماعی ساخته‌اند تا به اعتبار گزارشگران شبکه خدشه وارد کنند و دنبال‌کنندگان این حساب‌های جعلی را شناسایی کنند. آگهی‌های کاریابی جعلی نیز در این دست صفحات برای اغوای دنبال‌کنندگان به فرستادن اطلاعات شخصی‌شان منتشر می‌شود که به عقیدهٔ کارشناسان چون مارک استیونز، رئیس ابتکار شبکهٔ جهانی و وکیل شبکه، جانشان را به خطر می‌اندازد. استیونز اینستاگرام و مالکش فیس‌بوک را به خاطر قصور در این زمینه و میزبانی از این حساب‌ها و صفحات جعلی به نقض قانون بین‌المللی حقوق بشر متهم کرد. یک کانال جعلی ایران اینترنشنال در تلگرام ۶۰۰٬۰۰۰ مشترک داشته است.
به دنبال خیزش ۱۴۰۱ ایران، ایران اینترنشنال در ۱۶ آبان ۱۴۰۱ اعلام کرد که دو نفر از خبرنگارانش از طریق شعبه ضد تروریست پلیس متروپولیتن مطلع شده‌اند که حکومت ایران و سپاه پاسداران آن‌ها و خانواده‌هایشان را به «خطر قریب‌الوقوعی» تهدید کرده است. این شبکه در ۲۵ آبان اعلام کرد که دولت قطر، میزبان جام جهانی فوتبال ۲۰۲۲، ویزای خبرنگاران ایران اینترنشنال را تحت «فشار جمهوری اسلامی ایران» لغو کرده است، در حالی که فیفا حضور خبرنگاران این شبکه را تأیید کرده بود. دولت قطر به بیانیه این شبکه پاسخی نداد اما گفت ویزایی برای خبرنگاران ایران اینترنشنال صادر نکرده بود. برخی از رسانه‌های بریتانیا گفتند که دلیل لغو ویزای آن‌ها، درخواست وزارت اطلاعات و «تروریستی» نامیدن ایران اینترنشنال از سوی این وزارت‌خانه بوده است. اسماعیل خطیب وزیر اطلاعات ایران اعلام کرد علیه این شبکه اقدام‌های تهاجمی امنیتی خواهد کرد و «هرجا و هر زمان تشخیص دهد» علیه این شبکه اقدام خواهد کرد.

### فشار مدیریت شبکه
یکی از کارکنان شبکه به گاردین گفته است به او به‌دروغ گفته بودند که حتی یک ریال سعودی به این شبکه تزریق نمی‌شود. اگر او واقعیت ماجرا را از اول می‌دانست به شبکه نمی‌پیوست. به گفتهٔ یکی از کارمندان پیشین شبکه، کارکنان شبکه در مخمصه گیر افتاده‌اند: «تازه فهمیده‌اند که حقیقت ماجرا را به آن‌ها نگفته‌اند، که نمی‌دانستند حقوقشان را در واقع سعودی‌ها می‌پردازند. اما در عین حال نمی‌توانند فوراً استعفا کنند یا کارشان را ترک کنند، چون بر پایهٔ قراردادهایشان باید غرامت بپردازند. برخی هم برای ادامهٔ زندگی در لندن، به روادید حمایت کارفرما نیاز دارند». شبکه در پاسخ به نوشته‌های گاردین، «هرگونه ادعا مبنی بر درخواست بازپرداخت هزینهٔ جابه‌جایی یا سایر هزینه‌ها از کارکنانش» را تکذیب کرد و حقوق‌های پرداختی به کارکنانش را منطبق بر استانداردهای بازار کار دانست.
به گفتهٔ اتحادیهٔ ملی روزنامه‌نگاران بریتانیا و ایرلند و فدراسیون بین‌المللی روزنامه‌نگاران در بلژیک، در حالی که «اکثریت قاطع» کارکنان تلویزیون ایران اینترنشنال از پیش، عضو اتحادیهٔ ملی روزنامه‌نگاران، بزرگ‌ترین تشکل صنفی روزنامه‌نگاران در بریتانیا، بوده‌اند، مدیریت ایران اینترنشنال رایزنی‌ها برای ایجاد شعبهٔ این اتحادیه در تلویزیون را به بن‌بست کشانده و در عوض با یک تشکل صنفی ناشناخته به نام انجمن روزنامه‌نگاران بریتانیا که هیچ‌یک از کارمندان شبکه پیشتر عضو آن نبوده‌اند، به صورت انحصاری به توافق رسیده است. به گفتهٔ اتحادیهٔ ملی روزنامه‌نگاران، مدیریت ایران اینترنشنال کارمندانش را برای پیوستن به انجمن روزنامه‌نگاران بریتانیا تحت فشار گذاشته و تا ژوئیه ۲۰۲۰ بیست کارمند شبکه به آن انجمن پیوسته‌اند. در پی رسانه‌ای شدن این ماجرا، انجمن روزنامه‌نگاران بریتانیا قرارداد انحصاری‌اش را با تلویزیون لغو کرد و به دنبال بستن قرارداد تازه‌ای به صورت غیر انحصاری است.

### حمله به پوریا زراعتی
پوریا زراعتی، مجری تلویزیون ایران اینترنشنال، روز جمعه ۱۰ فروردین ۱۴۰۳، هنگام خروج از خانه‌اش در لندن، با ضربات چاقو او را مجروح شد. در پی این حمله شماری از چهره‌های سیاسی و فعالان مدنی در پیام‌هایی حمله به زراعتی را محکوم کردند. دادستانی بریتانیا در ۱۵ آذرماه ۱۴۰۳، اعلام کرد عاملان حمله شهروند رومانی هستند و بازداشت شدند گاردین نوشت مظنونان احتمالاً برای انجام این حمله «اجیر» شده بودند و افراد پشت این حمله به نیابت از جمهوری اسلامی ایران مرتکب چنین حمله‌ای شده‌اند.

## جوایز و افتخارات
ایران اینترنشنال در کنار شبکه‌های سی‌ان‌ان، الجزیره، و الحره از سوی انجمن سخن‌پراکنی بین‌المللی نامزد دریافت جایزهٔ بهترین شبکهٔ بین‌المللی سال ۲۰۱۹ شد. مستند بز عبدالمجید از تولیدات شبکه به کارگردانی علیرضا میراسدالله نیز نامزد جایزهٔ بهترین اثر تولیدی در ردهٔ فرهنگ و هنر شد. این فیلم دربارهٔ نوجوانی مراکشی به نام عبدالمجید است که می‌کوشد پای شکستهٔ یکی از بزهایی را که برای خوردن ارقان از درخت بالا می‌روند درمان کند. در نهایت، شبکه و مستند موفق به کسب جایزه نشدند. در ۹ مه ۲۰۲۵، ایران اینترنشنال برنده جایزه «ای‌ای‌ام» شد. دلایل اعطای این جایزه «انتقال صدای مردم ایران»، «حفظ صداقت در انعکاس اخبار» و «پیوند دادن ایرانیان با جهان» اعلام شد.

## یادداشت
1. ↑  Volant Media
2. ↑  Global Media Circulating
3. ↑  DMA Media
4. ↑  Kristina Millman
5. ↑   Fair Observer
6. ↑  Armin Rosen
7. ↑  Rob Beynon
8. ↑  Mark Stephens
9. ↑  Global Network Initiative
10. ↑  British Association of Journalists
11. ↑  Association for International Broadcasting